# Debrah Farentino
Debrah Farentino (Lucas Valley, California; 30 de septiembre de 1959) es modelo, actriz y productora estadounidense, conocida por Capitol (1982) y por Tierra 2 (1994). 

## Biografía
Debrah Farentino nació como Deborah Anne Mullowney el 30 de septiembre de 1959 en Lucas Valley, California, Estados Unidos. Es hija de Henry y Kate Mullowney y tiene dos hermanas y un hermano. Estudió biología en la Universidad de San José antes de cambiarse para convertirse en actriz an la UCLA. 
Farentino fue modelo en la agencia Ford Models antes de ser actriz. Desde 1982 ha estado actuando como tal profesionalmente debutando en la serie Capitol, lo que le posibilitó la entrada en el mundo de los actores. Desde entonces ha aparecido en muchas películas y series de televisión aunque consiguió la fama a través de las series de televisión Capitol y Tierra 2. 
Hay que destacar que ella, en la serie de ciencia ficción, Tierra 2, obtuvo la fama de ser la primera mujer que organiza una expedición hacia otro planeta. También hay que añadir que Farentino fue elegida entre las "50 personas más bellas del mundo" de la revista People en 1995, cuando estaba entonces embarazada con su hija Sophie.
Debrah Farentino tuvo cuatro maridos y 2 hijas, Molly Adams y Sophie Hoblit. De su segundo marido, James Farentino, su profesor de actuación, tiene su apellido como actriz. Hoy en día tiene su residencia en Easton, Connecticut.

## Filmografía (Selección)

### Películas
| Año  | Título                     | Título original          | Personaje       | Notas                  |
| ---- | -------------------------- | ------------------------ | --------------- | ---------------------- |
| 1991 | ¿Dónde está mi hija?       | The Whereabouts of Jenny | Liz             | Película de televisión |
| 1993 | El hijo de la pantera rosa | Son of the Pink Panther  | Princesa Yasmin |                        |
| 1993 | Malicia                    | Malice                   | Tanya           |                        |
| 1996 | La sospecha                | A Mother's Instinct      | Holly Mitchel   | Película de televisión |

### Series de televisión
| Año       | Título                | Título original      | Personaje           | Notas                        |
| --------- | --------------------- | -------------------- | ------------------- | ---------------------------- |
| 1982–1987 | Capitol               | Capitol              | Sloane Denning      | 1293 episodios; protagonista |
| 1994–1995 | Tierra 2              | Earth 2              | Devon Adair         | 21 episodios; protagonista   |
| 1999      | La tormenta del siglo | Storm of the Century | Molly Anderson      | Miniserie                    |
| 1999–2000 | Asuntos de familia    | Get Real             | Mary Greene         | 22 episodios; protagonista   |
| 2006–2012 | Eureka                | Eureka               | Dr. Beverly Marlowe | 25 episodios                 |